# Efekt motyla 2
Efekt motyla 2 (tytuł oryginalny The Butterfly Effect 2) – amerykański film fabularny z 2006 roku, który jest sequelem znanego filmu z 2004 roku pt. Efekt motyla. W roli głównej wystąpił Eric Lively.

## Obsada
- Eric Lively – Nick Larson
- Erica Durance – Julie Miller
- Dustin Milligan – Trevor Eastman
- Gina Holden – Amanda
- Lindsay Maxwell – Grace
- Malcolm Stewart – Doktor Greenfield
- J.R. Bourne – Malcolm Williams
- David Lewis – Dave Bristol
- Andrew Airlie – Ron Callahan
- Chris Gauthier – Ted